# Buddy Tate
George Holmes "Buddy" Tate (22 de febrero de 1913-10 de febrero de 2001) fue un saxofonista y clarinetista de jazz.

## Biografía
Tate nació en Sherman, Texas y empezó a actuar tocando el saxo alto. Como adolescente, en 1925, toca con su hermano y su banda se llamaba McCloud Night Owls.
Tate cambia en seguida al saxo tenor con el que se hace un nombre en bandas como la dirigida por Andy Kirk. Se une a la Orquesta de Count Basie en 1939 y se queda con él hasta 1948. Fue seleccionado por Basie después de la muerte repentina de Herschel Evans, la cual Tate declaró que había pronosticado en un sueño. 
Después de que su periodo con Basie acabó, trabaja con varias otras bandas antes de fundar con éxito la suya propia, empezando en 1953 en Harlem. Su agrupación trabaja en el "Celebrity Club" de 1953 a 1974. En este periodo registra también con Coleman Hawkins, Eddie "Lockjaw" Davis, Buck Clayton, Vic Dickenson, Roy Eldridge, participa en diversas giras en Europa, en 1959 con Buck Clayton, en 1962 y en 1969 con su propia big band. La misma efectúa representaciones en el Newport Jazz Festival, au Savoy Ballroom. A finales de los 70 codirigió una banda con Paul Quinichette y trabaja con Benny Goodman.
En 1980, recibe quemaduras importantes de agua demasiado caliente en una ducha de hotel, que le mantuvieron inactivo por cuatro meses. Después participa en 1983 en una tourné en Europa con miembros de la orquesta de Count Basie. También toca en este periodo con Scott Hamilton (Tour de Force, Tokyo, 1981) y Budd Johnson (Kool Festival 1984). Más tarde padeció una enfermedad seria. En los años 90 tuvo que reducir su actividad, pero siguió en activo tocando con Lionel Hampton, entre otros. 
En 1992,  participa en el documental,Texas Tenor: The Illinois Jacquet Story. En 1996, graba con el multinstrumentista de viento James Carter en su segunda publicación para Atlantic Records: Conversin' With The Elders, junto con los trompetistas Harry "Sweets" Edison y Lester Bowie y los saxofonistas Hamiet Bluiett y Larry Smith. Vive en Nueva York hasta 2001 cuándo se traslada a Arizona para ser cuidado por su hija. Muere en Chandler, Arizona, a la edad de 87 años.

## Discografía

### Como líder
- Jumpin' on the West Coast (Blue Lion), 1947
- And his Celebrity Club Orchestra (Black and Blue), 1954
- Swingin' like...Tate (Felsted), 1958
- The Madison Beat (Harmony), 1959
- Tate's Date (Swingville), 1960
- Buck & Buddy (Swingville, 1960) - with Buck Clayton
- Groovin' with Buddy Tate (Swingville), 1961
- Buck & Buddy Blow the Blues (Swingville, 1961) - with Buck Clayton
- And his Celebrity Club Orchestra vol. 2 (Black and Blue), 1968
- Unbroken (MPS), 1970
- Broadway (Black and Blue), 1972
- And his Buddies (Chiaroscuro), 1973
- The Texas Twister (Master Jazz Recordings), 1975
- Jive at Five (Storyville), 1975
- Our Bag (Riff), 1975
- Kansas City Joys (Sonet), 1976
- Meets Dollar Brand (Chiaroscuro), 1977
- Live at Sandy's (Muse), 1978
- Hard Blowin' (Muse), 1978
- The Great Buddy Tate (Concord), 1981
- The Ballad Artistry (Sackville), 1981
- Just Jazz (Reservoir Records), 1984
- Just Friends (Muse), 1990

### Como sideman
Con Ray Bryant
- Madison Time (Columbia, 1960)

Con James Carter
- Conversin' with the Elders  (Atlantic, 1996)

Con Eddie "Lockjaw" Davis
- Very Saxy (Prestige, 1959)

Con Roy Eldridge
- Rockin' Chair (Clef, 1951)